# Евангелика
Евангелика (греч. Ευαγγελικά) — восстание, которое вспыхнуло между 5 и 8 ноября 1901 года в Афинах и привело к отставке митрополита Афинского — Прокопия II, премьер-министра Греции — Георгиоса Теотокиса и отставки глав греческой королевской жандармерии и полиции.
Время кризиса было отмечено сложным политическим, религиозным и языковым контекстом в истории современной Греции, после того как Греция проиграла первую греко-турецкую войну, что катализировало проблему греческого языка. В этом контексте королева Ольга Константиновна решила спонсировать перевод димотики — Библии, потому что она знала, что Септуагинта была непонятна грекам в то время. Церковь Греции отказалась благословить перевод под тем предлогом, что он был сделан на «варварском языке», т.е. это кощунственно. В данном случае недовольство вызвано именно переводом евангелия от Матфея с койне на димотику.
Афинские студенты, вдохновленные консервативными учителями, подняли восстание, и вспыхнули беспорядки, когда король Георг І впервые и единственный раз задумал отречься от престола.